# Johan Hjort
Johan Hjort FRS (18 de febrero de 1869, Christiania – 7 de octubre de 1948, Oslo) fue un naturalista, científico pesquero noruego, zoólogo marino, oceanógrafo. Fue uno de los zoólogos marinos más importantes e influyentes de su tiempo.

## Primeros años
Johan Hjort fue el primer hijo de Johan S.A. Hjort, un profesor de oftalmología, yh de Elisabeth Falsen, de la familia Falsen. 

## Algunas publicaciones
- 1892: Zum Entwicklungscyklus der zusammengesetzen Ascidien. Zool. Anz. 15, 218–332
- 1912 (with Sir John Murray): The Depths of the Ocean. Reprinted 1965 as Tomus xxxvii in the Historiae Naturalis Classica series
- 1914: Fluctuations in the Great Fisheries of Northern Europe. Rapports, Conceil Permanent International pour l'Exploration de la Mer
- 1921: The Unity of Science. Gyldendal, London.
- 1927: Utenrikspolitiske oplevelser under verdenskrigen (Foreign policy experiences during the world war). Gyldendal Norsk Forlag
- 1931: The Emperor's New Clothes. Confessions of a Biologist. (Also published in Norwegian and in German)
- 1933 (with G. Jahn and P. Ottestad): The Optimum Catch. Hvalrådets skrifter, 7, 92–127
- 1935: Human Activities and the Study of Life in the Sea: An Essay on Methods of Research and Experiment. The Geographical Review (American Geographical Society)
- 1937: The story of whaling. A parable of sociology. Sci. Mon., London, 45, 19–34
- 1938: The Human Value of Biology. Harvard University Press, Cambridge, Massachusetts
- 1940: Tilbake til arbeidet (Back to work). Gyldendal Norsk Forlag
- 1945: Krigen. Det store folkebedrag. Essays om dens problemer (The War: The Great Deception. Essays on its Problems)
- 1948: The renaissance of the individual. Journal of the International Council for the Exploration of the Sea, 15: 157–168

## Epónimos
- Barco de Investigaciones Johan Hjort, el tercero de buques con el nombre de Hjort, el primero construido en 1922, el segundo en 1932, y el tercero en 1990 Archivado el 11 de mayo de 2009 en Wayback Machine.
- Mastigoteuthis hjorti, uno de los llamados calamar látigo
- Saccopharynx hjorti, raro pez que pertenece a las denominadas golondrinas y gulpers
- (Fosa Hjort, gran fosa oceánica fuera de Australia (enlace roto disponible en Internet Archive; véase el historial, la primera versión y la última).
- Cordillera Hjort, parte de un cordón montañoso en Antártida
- Índice de madurez Hjort
- Johan Hjorts vei (calle Johan Hjort) en Bergen